# Jakub Czerwiński
Jakub Czerwiński (Krynica-Zdrój, 6 agosto 1991) è un calciatore polacco, difensore del Piast Gliwice.

## Palmarès

### Club

#### Competizioni nazionali
- Campionato polacco: 2

Legia Varsavia: 2016-2017
Piast Gliwice: 2018-2019